# عوض محمد بيك (درونغر)
عوض محمد بيك (بالفارسية: عوض محمدبیک) هي قرية تقع في إيران في قسم درونغر الريفي (مقاطعة درغز). يقدر عدد سكانها بـ 83 نسمة بحسب إحصاء 2016.